# Ernest Scaron
Pour les articles homonymes, voir Scaron.
Œuvres principales
Mademoiselle Vallantin (1862)
Alexandre Ernest Scaron (17 décembre 1835 à Bruxelles – 12 février 1923 à Etterbeek) était un fonctionnaire et un auteur belge de langue françaises.

## Biographie
Le père d’Ernest Scaron appartient à une famille bruxelloise dont plusieurs générations se sont illustrées dans le métier de plafonneur.
Vers 1845, sa veuve s’installe à Namur avec ses quatre enfants pour y poursuivre une activité commerciale. Son fils Ernest fréquente l’athénée local. Élève de seconde latine en 1854, il participe au Concours général entre les établissements de l’enseignement secondaire officiel et partage le prix de narration française avec un certain Oscar Max, son condisciple à l’Athénée royal de Bruxelles  L’année suivante, il obtient son diplôme d’humanités gréco-latines, mais ce n’est qu’une dizaine d’années plus tard qu’il présente les épreuves organisées en vue de l’attribution du grade de candidat en philosophie et lettres (1865) et de candidat
en droit (1866).
Entre-temps, il remplit, sous le pseudonyme de Monsieur de Villebelle, les fonctions  de directeur-gérant de l’Uylenspiegel, la feuille satirique fondée à Bruxelles par Félicien Rops ; il est commis adjoint à l’administration centrale des Chemins de fer, à Bruxelles, commis de troisième classe à la perception des Postes, à Namur, puis secrétaire du Parquet dans cette même ville ; il devient membre de la loge maçonnique namuroise La Bonne Amitié  et il publie même une première œuvre littéraire sous la signature de Paul Reider : Mademoiselle Vallantin. Roman de mœurs.
De 1876 à 1891, il occupe une place de directeur de l’enseignement à Schaerbeek. Par la suite, il se dit professeur particulier de langue française. En 1913, à près de quatre-vingts ans, il publie un autre roman, Marcel Rauny, dans lequel il transpose des souvenirs de son enfance et de sa jeunesse namuroise. L'œuvre ne lui vaut cependant pas le succès rencontré avec son premier livre et n’empêche pas qu’il meure à Etterbeek, dix ans plus tard, oublié de tous.

## Rops et Scaron
Robert L. Delevoy cite le nom d’Ernest Scaron, de l’éditeur Auguste Poulet-Malassis et du photographe Nadar au nombre des tout premiers collectionneurs de l’œuvre de Félicien Rops . 
Parmi les traces attestant de l’amitié qui a lié les deux hommes, on peut citer La Femme au lorgnon, un fusain sur toile dédicacé À mon ami Ernest Scaron. Félicien Rops (Paris, Musée du Louvre, département des arts graphiques, n° inv. RF 5264  , ainsi que vingt-deux billets et lettres de Félicien à Ernest (Bruxelles, Archives & Musée de la Littérature, n° inv. ML 03195-0016 à 0033  et ).

## Œuvre littéraire
Cinquante ans se sont écoulés entre la parution des deux romans qu’Ernest Scaron a écrits sous le pseudonyme de Paul Reider.
Seul le premier, Mademoiselle Vallantin. Roman de mœurs, un des bons récits de l’époque réaliste (Raymond Trousson),  lui vaut quelque notoriété. Publié à Bruxelles en 1862, par la Veuve Parent et fils, il a été réédité en 1959 par les soins de Gustave Van Welkenhuysen  pour le compte de l’Académie royale de langue et de littérature française de Belgique. Une version numérisée en mode texte est consultable en ligne .
Henri Chavée en rend compte dans la Revue littéraire et artistique de mars 1862,  Charles De Coster dans l’Organe de Namur du 18 avril 1862 (Mademoiselle Vallantin se lit d’une haleine), Émile Thamner alias Émile Hermant (1835-1886) dans la Belgique contemporaine et Eugène Van Bemmel dans sa Revue trimestrielle. Récemment, l’Espagnole Estrella de la Torre Giménez (Université de Cádiz) a souligné une certaine parenté entre l’ouvrage du Belge et l’Eugénie Grandet d’Honoré de Balzac .
Dans un style rapide, précis et sans recherche, Reider a brossé un tableau très juste d’une petite bourgeoisie hypocrite et médiocre au sein de laquelle s’étiole une âme délicate et sensible. Il sait évoquer avec acuité un cadre vieillot, des personnages médiocres et compassés dans une tragédie domestique sans éclat où, à la précision de l’observation réaliste, il a joint les nuances d’une sobre analyse psychologique, écrit Raymond Trousson. Ces qualités, poursuit-il, ne se retrouvent pas dans Marcel Rauny. Roman de mœurs, paru un demi-siècle plus tard (Bruxelles, Larcier, 1913, 380 pp.). Ce n’est pas l’avis exprimé par Maurice Gauchez dans La Société nouvelle. Voici un copieux roman de mœurs où l’abondance des détails, la multitude des personnages et l’étonnante variété des épisodes ne font point de tort à un récit tour à tour alerte, jovial ou ému, déclare-t-il. Si le style de Paul Reider est souvent familier, nous admettons aisément que l’auteur l’a voulu ainsi, et nous savourons le plaisir de parcourir ce livre.